# Pilaf
Il pilaf (plov nelle lingue turche o polo in persiano) è un sistema di cottura del riso attraverso cui si ottiene un composto con chicchi sgranati. Il termine "pílaf" (o "pilàf") è preso dalla cucina mediorientale e centroasiatica, a sua volta derivato dal turco pilau, con il significato di "riso bollito".

## Storia
Di origine uzbeka, la ricetta tradizionale prevede la cottura al forno del riso in casseruola coperta, mediante l'aggiunta di una quantità limitata di brodo e preventivamente insaporito con rosolatura in burro e cipolla tritata. Nei paesi arabi o turcofoni è generalmente servito come contorno o base a cui aggiungere pezzetti di carne o pesce.
Durante il periodo abbaside, questo metodo di cottura del riso si diffuse dall'India fino alla Spagna. La paella spagnola, il pilau dell'Asia meridionale e il biryani traggono le loro origini da questo piatto.

## Preparazione
Alcuni cuochi ritengono che il riso basmati sia il più adatto per preparare il pilaf, per la semplicità con cui i chicchi restano leggeri, soffici e separati tra loro. Tuttavia, vengono utilizzati anche altri tipi di riso a chicco lungo. Il riso viene risciacquato accuratamente prima dell'uso per rimuovere l'amido. Il pilaf può essere cotto in acqua o brodo.
Le aggiunte comuni includono cipolle fritte e spezie profumate come cardamomo, alloro e cannella. In occasioni speciali, lo zafferano può essere utilizzato per dare al riso un colore giallo.
Il pilaf si prepara spesso aggiungendo il riso al grasso bollente e mescolando brevemente prima di aggiungere il liquido di cottura. Il grasso utilizzato varia da ricetta a ricetta, mentre i metodi di cottura si differenziano in base a dettagli come il pre-ammollo del riso e la cottura a vapore dopo l'ebollizione.

## Varianti
Esistono migliaia di varianti di pilaf fatte con riso o altri cereali come il bulgur. In Asia centrale viene chiamato plov, pilau nel subcontinente indiano e polo in persiano. Alcuni tipi di pilaf includono diverse combinazioni di carne, frutta o verdura, mentre altri seguono ricette più semplici.
In Uzbekistan vi sono almeno un centinaio di varianti di plov. Gli ingredienti tipicamente usati sono l'uva passa, le mele cotogne o la carne di montone. Il Bukhara plov è fatto con agnello, carote e mandorle. Anche in Tagikistan vi sono diverse varianti a seconda della regione, mentre nello Xinjiang è diffuso il polu uiguro, che si prepara soffriggendo carote e montone (o pollo) in olio con cipolla, per poi aggiungere riso e acqua e cuocendo l'intero piatto a vapore.
In India si trovano svariati tipi di pulao, come ad esempio il matar pulao (con piselli), l'alu pulao (con patate), il gobhi pulao (con cavolfiore) e il kishmish pulao (con uva sultanina). In Iran si possono trovare delle varianti molto elaborate, come il morasa polo, caratterizzato dal colore dorato tipico del berberis, delle carote e dello zafferano, il kalam polo (con il cavolo), o il sabzi polo.
In Armenia il pilaf può essere fatto sia con il riso che con il bulgur, e può essere usato come ripieno per il tacchino o il pollo arrosto condito con la frutta. Tra i pilaf turchi si citano il sofisticato bamsili pilaf, fatto con riso aromatizzato al pepe nero coperto da pesce spinato, il sade pilaf, fatto con funghi e uva passa, il pilaf Ali Pasha (con pinoli e polpettine) e l'aspurlu pilaf (con carne macinata).